# Incognito Entertainment
Incognito Entertainment (originariamente Incog Inc) era una società produttrice di videogiochi costituita da ex dipendenti di 
SingleTrac, sviluppatore di titoli come Twisted Metal e Jet Moto.
Incognito Entertainment aveva sede a Salt Lake City, e faceva parte dei SCEA Santa Monica studio . La società era gestita dal presidente e principale fondatore Scott Campbell, con la collaborazione di David Jaffe. È stata chiusa nel 2009.

## Videogiochi sviluppati
- Warhawk (PlayStation 3) con SCE Studios Santa Monica
- Calling All Cars! (PlayStation 3 -- PSN)
- Twisted Metal: Head-On (PlayStation Portable)
- Twisted Metal: Black (PlayStation 2)
- Twisted Metal: Black Online (PlayStation 2)
- Twisted Metal: Small Brawl (PlayStation)
- War of the Monsters (PlayStation 2)
- Downhill Domination (PlayStation 2)